# RSC Darmstadt
Le RSC Darmstadt (Roll- und Schlittschuh-Club Darmstadt) est un club allemand de rink hockey. Il est composé de plus de 450 membres permettant la pratique de rink hockey, patinage artistique sur roulettes et roller in line hockey.
L'association sportive est fondée le 12 août 1948 dans la ville de Darmstadt.